# Демченко Галина Олексіївна
Демченко Галина Олегівна (28 грудня 1922, смт. Олександрівка, УРСР — 10 червня 1986) — український дитячий письменник, поетеса, прозаїк.

## Короткий життєпис
Народилася в родині агронома. Дитинство провела в с. Макіївці Носівського району.
Закінчила Київське училище прикладного мистецтва (1949). 
Працювала художником декоративного ткацтва, потім — в журналі «Малятко». 

## Творчий доробок
Почала друкуватися з 1953 року; зокрема, в періодиці. Автор віршів, оповідань та п’єс для дітей; друком вийшли книги: «Малятам» (1955), «Дідусеві казки» (1957), «Загадки та вигадки» (1959), «Оповідання Золотавки», «Квіти-квітоньки» (1960), «Що росте у полі» (1963), «Грачиний суд», повісті «Варвара» (1965), «Скаче зайчик» (1970). 
У 1969 році написала лібрето до опери для дітей «У зеленому саду» (музика А. Філіпенка). 

## Творчі спілки
Була членом Національної Спілки письменників України.